# 東啓子
東 啓子（あずま けいこ、1957年8月31日 - ）は、日本の女優。本名、小藤 啓子。旧姓名は芸名と同じ。
東京都中野区出身。東京都立工芸高等学校デザイン科卒業。創作集団、エム・スリーを経て、希楽星所属。

## 人物・来歴
1969年、東映児童演技研修所（のちの東映アカデミー）に入団。高校1年時には『創作集団』に所属。
その後芸能活動を休止するが、高校卒業後に芸能活動を再開し、1976年、NHK連続テレビ小説『雲のじゅうたん』で正式デビュー。以後、テレビドラマを中心に活動する。
1984年、テレビ朝日系のバラエティー番組『たみちゃん』にレギュラー出演。当時の紹介記事では「お笑い番組には抵抗ありません」と述べているが、当番組の出演者である萩本欽一から、過激な演技をしていたところ、抑えた演技するようにと注意されたことで「抑えた演技の方が、強烈な笑いを誘うことが分かった」と述べている。
特技は、英会話、タップダンス。趣味は、茶道。姉と妹が居る。

## 出演

### テレビドラマ
- キイハンター 第179話「さすらいの一匹狼 荒野の挑戦」（1971年、TBS / 東映）
- ジャンボーグA 第16話「怪奇! 魔女怪獣現わる」（1973年、MBS / 円谷プロ） - 奈美
- 仮面ライダーシリーズ（MBS / 東映）
  - 仮面ライダーV3 第45話「デストロンのXマスプレゼント」、第46話「ライダーマンよ どこへゆく?」（1973年）- 津村めぐみ
  - 仮面ライダーBLACK 第28話「地獄へ誘う黄金虫」（1987年）-  小山陽子
- 連続テレビ小説 / 雲のじゅうたん（1976年、NHK）
- 俺たちの旅 第36話「男には美しさがあるのです」（1976年、NTV / ユニオン映画） - 永井清美
- 夜明けの刑事 第92話「結婚サギ師の華麗な失敗!」（1976年、TBS）
- 新・二人の事件簿 暁に駆ける 第14話「女子高校生・悪い遊び」（1976年、ABC）
- 気まぐれ本格派 第8話「男と男の約束は?」（1977年、NTV / ユニオン映画） - 花嫁
- 青春の門 第二部（1977年、MBS）
- 桃太郎侍 第96話「父娘を結ぶ赤い布」（1978年、NTV）- お弓
- 花王 愛の劇場（TBS）
  - 転落の詩集（1978年） - 坂上春子
  - 温泉へ行こう（1999年）
- 破れ新九郎 第3話「ねずみ小僧獄門首」（1978年、ANB / 中村プロ） - お町
- 日本巌窟王（1979年、NHK）
- 熱中時代 刑事編 第17話「熱中刑事VS幽霊泥棒」（1979年、NTV） - 白石いづみ
- 赤い魂（1980年） - 戸田京子
- 暴れん坊将軍シリーズ（ANB / 東映）
  - 吉宗評判記 暴れん坊将軍 第111話「咲け!姥捨山の恋」（1980年） - お孝
  - 暴れん坊将軍II
    - 第24話「おふう恋燈籠」（1983年） - おふう
    - 第57話「突っ張り娘の手毬唄」（1984年） - おたか
    - 第112話「新様まいる、おてふ恋日記」（1985年） - おてふ
    - 第135話「散らすな、忠義の首一つ!」（1985年） - お梅
    - 第163話「のぞきは下手な鬼同心!」（1986年） - おふく

  - 暴れん坊将軍III
    - 第72話「おんなとおとこの夢芝居」（1989年） - おふく
    - 第120話「地獄へ道連れ! 美女と将軍」（1990年） - お吉

  - 暴れん坊将軍IV 第59話「炎上! 銃口に立つ大岡越前!」（1992年） - お弓
  - 暴れん坊将軍V 第4話「尼さんやくざが突っ走る!」（1993年） - おまさ
- 新五捕物帳 第112話「小判と幽霊」（1980年、NTV）- おまち
- 俺はおまわり君 第3話「兎追う、俺の仕事は…」（1981年、NTV）
- ザ・ハングマンシリーズ（ABC）
  - ザ・ハングマン 第28話「強盗を飼う警部」（1981年） - 辻道子
  - ザ・ハングマンII 第16話「ゴッドマザーの馬鹿ムスコを吊せ」（1982年） - 坂井清美
- 太陽にほえろ!（東宝 / NTV）
  - 第455話「死ぬなスニーカー」（1981年） - 坂本サチ子
  - 第552話「或る誤解」（1983年） - 三好和枝
  - 第619話「犯人の顔」（1984年） - 村田えり
  - 第717話「女たちは今……」（1986年） - 広田由美
- 特捜最前線（東映 / ANB）
  - 第226話「太鼓を打つ刑事!」（1981年）
  - 第317話「掌紋300202!」（1983年）
- 金曜劇場（CX）
  - 夫婦は夫婦 第25話（1981年）
  - ママたちが戦争を始めた!（1985年）
- 嫁がず、出もどり、小姑（1981年 - 1982年、CX）
- ザ・サスペンス / 消えたスクールバス（1982年、TBS）
- 幸福の黄色いハンカチ 第3話（1982年、TBS）
- 噂の刑事トミーとマツ 第2シリーズ 第34話「放火魔まて! トミー恐怖の綱わたり」（1982年、TBS） - 大熊朝子
- 明石貫平35才（1983年、NTV） - 矢崎則代
- 月曜ドラマランド（CX）
  - あんみつ姫（1983年）
  - さよなら夏休み!ペットントンスペシャル（1984年）- 畑トマト
- 東映不思議コメディーシリーズ（CX）
  - ペットントン（1983年）- 畑トマト
  - どきんちょ!ネムリン（1984年）- 大岩ママ
  - おもいっきり探偵団 覇悪怒組（1987年）- 黒樹広子
  - じゃあまん探偵団 魔隣組（1988年）- 辻春江
- パパになりたかった犬（1984年、NTV）
- 風の中のあいつ（1984年、NTV） - 田崎和江
- 嫁姑・陣取り合戦（1985年、THK）
- 長七郎江戸日記 第1シリーズ 第98話「辰三郎、女難で候」（1986年、NTV / ユニオン映画） - 染香
- 水曜ドラマスペシャル / しのび逢い（1986年、TBS）
- 月曜・女のサスペンス / 彼岸花の女（1988年、TX）
- 夏樹静子サスペンス / 凍え（1990年、KTV）
- 岡っ引どぶ 第7話「仕込み十手殺人事件」（1991年、CX）
- 名奉行 遠山の金さん 第4シリーズ 第9話「悪事を働く形見の十手」（1992年、ANB / 東映） - お冬
- サスペンス・魔 / ある男の三日間（1993年、KTV）
- 江戸の用心棒 第1シリーズ 第2話「ガマの油とブリ大根」（1994年、NTV / ユニオン映画） - お峰
- あばれ医者嵐山 第1話「酔いどれに恋女房」（1995年、TX）
- 恋のためらい（1997年、TBS）
- 中学生日記（ETV）
  - 「夢のない僕」（1999年）
  - 「発足! 鶴舞先生・結婚対策委員会」（2004年）
- 渡る世間は鬼ばかり 第5シリーズ 第35話（2001年、TBS）
- 金曜エンタテイメント / STAR'S ECHO あなたに逢いたくて（2004年、CX）
- スペシャルドラマ / 銀河鉄道に乗って（2004年、CBC）
- ドラマ30（CBC / TBS）
  - 冗談でしょッ!離婚予定日（2004年） - 谷保みどり
  - ママ!アイラブユー（2005年）
- 3年B組金八先生（TBS）
  - 第7シリーズ（2004年 - 2005年） - 坪井みな子
  - 第8シリーズ（2007年 - 2008年）
- 逃亡者 おりん（2006年、TX）

### その他のテレビ番組
- たみちゃん（1984年、テレビ朝日）

### ドキュメンタリー番組
- 『海のシルクロード』

### テレビアニメ
- 新・エースをねらえ!

### ラジオドラマ
- キリンラジオ劇場「落ち込みけいこ」(ニッポン放送)

### 映画
- 『オバケちゃん』（1987年）

### 舞台
- 『ウミカラアガッタ』
- 『かくれんぼ』
- 『春のめざめ』
- 『ゴドーを待ちながら』

### CM
- 資生堂
- P&G
- 小林製薬
- 日立製作所